# Lonchaea bicoloricornis
Lonchaea bicoloricornis är en tvåvingeart som beskrevs av Senior-white 1924. Lonchaea bicoloricornis ingår i släktet Lonchaea och familjen stjärtflugor. Inga underarter finns listade i Catalogue of Life.